# 都城市立妻ケ丘中学校
都城市立妻ケ丘中学校（みやこのじょうしりつ つまがおかちゅうがっこう）は、宮崎県都城市妻ヶ丘町にある公立中学校。通称は「妻中」（つまちゅう）。
なお、上記で述べたように本校の通称は「妻中」（つまちゅう）であるが、同県西都市に位置する西都市立妻中学校も同じく「妻中」（つまちゅう）と呼ばれるため、混同しないように注意が必要である。

## 概要
歴史
1947年（昭和22年）の学制改革の際に新制中学校「都城市立東中学校」として開校。現校名となったのは1949年（昭和24年）。2012年（平成24年）に創立65周年を迎えた。
校訓
「立志研鑽の精神」
校章
校歌
作詞は富末良夫、作曲は高嶋巌による。歌詞は3番まであり、各番に校名の「妻ケ丘」が登場する。
校区
- 都城市立東小学校
- 都城市立上長飯小学校

## 沿革
- 1947年（昭和22年）
  - 4月1日 - 学制改革（六・三制の実施）が行われ、新制中学校が設置される。
  - 5月8日 - 「都城市立東中学校」が開校。初代校長に郡司進が就任。
    - 当初、上東・下東・天神・中原・菖蒲原・一万城・上長飯地区を校区とし、旧・川崎航空菖蒲原寮を仮校舎とする。
    - 同じ場所に都城市立南中学校[1]、都城市立大王中学校の2校も開校。
- 1949年（昭和24年）
  - 4月11日 - 校区改定により蔵原・早鈴・上東・一万城・上長飯の6地区を校区とする。宮崎県立都城泉ヶ丘高等学校の中校舎（元・宮崎県立都城商業学校校舎）に移転。
  - 4月15日 - 「都城市立妻ケ丘中学校」（現校名）に改称。
- 1955年（昭和30年）11月 - 家庭科教室が完成。
- 1956年（昭和31年）7月 - 宮崎県都城教科書センターが設置される[2]。
- 1957年（昭和32年）3月 - 校旗を制定。
- 1961年（昭和36年）4月 - 生徒の急増により木造2階建ての新校舎が完成。
- 1962年（昭和37年）から1966年（昭和41年）にかけて鉄筋コンクリート造の校舎が増築される。
- 1964年（昭和39年）1月 - 技術科教室が完成。
- 1967年（昭和42年）
  - 3月 - 体育館が完成。
  - 10月 - 購買部が完成。
- 1970年（昭和45年）7月 - プールが完成。
- 1972年（昭和47年）4月 - 校舎を増築。
- 1973年（昭和48年）4月 - 特殊学級を設置。
- 1980年（昭和55年）3月 - 3階建ての特別教室が完成。
- 1983年（昭和58年）3月 - 4階建ての特別教室が完成。
- 1987年（昭和62年）3月 - 校旗を新調。
- 1988年（昭和63年）
  - 3月 - 新校舎（管理棟・特別教室）が完成。
  - 11月 - 「おのこさむらい」彫像「おのこさむらい」を設置。流政之による作。
- 1991年（平成3年）3月 - 新体育館が完成。
- 1996年（平成8年）6月 - 新校舎建設の開始によりプレハブ校舎での授業を開始。
- 1997年（平成9年）2月 - 新校舎（北校舎）が完成。
- 1998年（平成10年）8月 - 運動場の改修工事が完了。
- 2005年（平成17年）4月 - ニューヨーク芸術家国際交流事業を実施。
- 2012年（平成24年）6月 - 耐震補強工事が完成。エレベーターを新設。

## 著名な出身者
- 東国原英夫（そのまんま東） - 政治評論家、タレント、元政治家、第17代宮崎県知事、元衆議院議員（1期）
- 井ノ上正盛 - イラクで銃撃され殉職した外交官
- 戸田光洋 - 元プロサッカー選手
- 戸田賢良 - 元プロサッカー選手
- 矢野美子 - バレーボール（プレミアリーグ）選手
- 吉田セイラ - モデル　主婦の友社「S Cawaii！」専属モデル
- 戸郷翔征 - プロ野球選手（読売ジャイアンツ・投手）

## 交通
最寄りの鉄道駅
- JR九州 日豊本線・吉都線「都城駅」

最寄りのバス停
- 宮崎交通 「妻ヶ丘」バス停

## 周辺
- 宮崎県立都城泉ヶ丘高等学校・附属中学校
- 都城市立東小学校

## 参考資料
- 「都城市史」（1954年（昭和29年）出版, 都城市）